# Јелена Суботић
Јелена Суботић је политикологиња и професорка на Државном универзитету Џорџије у Атланти.
Позната је по истраживању политике сећања, људских права и тема везаних уз транзицијску правду. Њезина књига Жута звезда, црвена звезда (2019, Корнел Јуниверзити Прес) која се бави проблематиком политике сећања на Холокауст у пост-комунистичком периоду у Хрватској, Србији и Литванији освојила је 2020. године награду Џозеф Ротшилд за теме везане уз национализам и етничке студије (коју додељује Удружење за проучавање националности) као и награду за најбољу књигу године од стране  Секције за Европску политику и друштво Америчког удружења за политичке науке. Књига Жута звезда, црвена звезда је преведена и објављена и у Србији 2021. године.
Њена мајка је др Ирина Суботић, дугогодишња професорка историје уметности на Архитектонском факултету у Београду и сестра Јелене Шантић.